# ☆ぴよひな☆
ぴよひな（ぴよひな）は、東京都を中心に活動しているタレントである。
パソコン・ＩＴ関連に詳しいことからパソコンの世界を愛するタレントとして活動をスタート
パソコンコラム執筆、パソコン関連企業とコラボなども多数
自身の声質を生かしたキャラクターボイス
アニソンカバーアルバムでのボーカル活動を行っている
現在、生まれつきの難聴悪化のために補聴器をつけて生活している中でも精力的に歌手・声優としても活動を行っている

## 来歴

### 2011年
- 秋葉原フリーマガジン「オタポケ」にてパソコンページを担当

(～2013年4月オタポケ休刊まで毎月コラムを連載)
- オタポケ共催で「パソコン衣装の制作(第2弾)」が誌面で始まる
- マイクロソフト社　【Windows 7イベント】出演
- バナナマンの「バナナムーンGD」(TBSラジオ出演)
- 講談社yahoo!お天気グラビア
- ＠TV（あっと驚く放送局）　「ふれ愛ドル　木曜」レギュラーMC
- ネット配信番組『萌電いんすとーるっ』開始
- 萌えプリンアイドルプロジェクトオーディション　ファイナリスト入り。
その後、同プロジェクト『みるき～ガールズ』として声優ユニットで活動
- 日経ＰＣオンライン　コラム掲載「WindowsLiveの楽しい使い方」
- フランス パリ・ノールヴィルパント展示会場で開催の『第12回　Japan Expo』に参加

他

### 2012年
- ニコニコ公式　「ニコ女学園」

ニコ生公式チャンネル『ぴよひなチャンネル」開設　
オリジナル曲『HDD～はぁとディスクドライブ～』『ACCESS!/1・2・3』ＣＤ発売
- 『Ａ．Ｒ．Ｔ』（ https://web.archive.org/web/20110513195936/http://a--r--t.syncl.jp/ ）から移籍

- インターネット配信専用スタジオ『studioLIVEX[1]』にて活動開始

- 株式会社CFD販売　玄人志向ファン感謝イベント2012　トーク&ミニライブ出演

### 2013年
- 名古屋遠征ライブ　今池ガスビルホール
- 「ひなまちゅり」イベント開催　ニコ生完全フル中継
- ニコ生公式ぴよひなチャンネル番組【アニコミ】にて「Kiss×Bride」「ヘタレ姉」をアニメーションコミックとして作品化　作品[2]
- ニコ生公式ぴよひなチャンネル番組【アニコミ】にて「ブラックジャックによろしく」を作品化 (入江玲於奈・一条和矢・伊藤健太郎・ぴよひな　他出演)　作品[2]
- SorbetCream3(しゃべくり3)ワンマンライブを行う
- スコラマガジン社　書籍「アキバでロマンス」モデル出演
- 玄人志向　ファン感謝イベント2013　トーク&ミニライブ出演
(出演/玄人志向オフィシャルパーカーデザイン）
- カメラのキタムラ　ネット年賀状をつくろう！指導イベント

### 2014年
- オリジナル曲『SSD/DAiSUKi』ＣＤ発売
- 『世界一やさしいパソコンの本』出版
- 世界一可愛いパソコン　作品発表
- ニコニコ超会議3　EPSONブース　スマートグラス解説MC
- 凸版印刷株式会社　誇りプロジェクト『ぴよひな売り出し企画』
- ニコニコ生放送でDivAEffectProject アニソンカバーCD発売企画を発表
- 「アウトデラックス」(フジテレビ)　パソコンが好きすぎて不憫な女として出演、パソコンパーツでできた衣装(マウスの頭飾り)がマツコ・デラックスに受ける、1000万のカメラ機材に抱きつくなど天然系キャラクターを全面に押し出した出演となる
- 東京ゲームショー　毎日新聞デジタルレポーター　ゴー☆ジャス他
- SanDisk　SSD発売イベント　デモンストレーション＆ライブ

### 2015年
- オリジナル曲『SSD/DAiSUKi』ＣＤ発売
- DivAEffectProject[3] アニソンカバーアルバム企画が本格始動。天空の城ラピュタより「君をのせて」カバーで参加。
- ぴよひなチャンネルがラフォーレ原宿から１週間生中継番組を放送。ハンドメイドグッズカワイイSTARSとのコラボ放送
- 6月17日に発売されたCD「DivAEffectProject」(発売イベントポニーキャニオン本社)は(流通はポニーキャニオン傘下PCIMUSIC)オリコン40位を獲得。企画発案のぴよひなはプロモーションから製品デザイン、発売イベントを開催すると同時に自身もアルバムやイベントに参加する。(この１枚目のアルバムでの功績を認められ翌年2ndアルバムではプレイングマネージャーに任命される)　発売後にワンマンライブ(2016年12月5日)の開催が決定し、ぴよひなチャンネルにてDivA定期放送が決定

| タイトル                      | アニメ             | 担当ボーカル   | オーディション結果 |
| ----------------------------- | ------------------ | -------------- | ------------------ |
| 邪魔はさせない                | スレイヤーズ       | 福山沙織       | ネット投票1位      |
| 君をのせて                    | 天空の城ラピュタ   | ぴよひな       | 企画者             |
| 射手座☆午後九時 Don't be late | TVアニメ マクロスF | むらいしょうこ | ライブ投票１位     |
| 魔法の恋                      | レーベルオリジナル | 涼森ゆき       | 審査員賞繰上       |
| FRIENDS                       | 仙界伝 封神演義    | 鵜澤明日香     | 追加審査１位       |
| パパパレード                  | レーベルオリジナル | ぴよひな       | -                  |
| 君の街まで                    | レーベルオリジナル | 福山沙織       | -                  |
| 涙                            | レーベルオリジナル | むらいしょうこ | -                  |

- １０月よりDivAEffectProject[3]　2ndアルバムの参加募集が開始され、ぴよひながプレイングマネージャーとして参加することが発表される
- １１月　TOKYOLEXとコラボしモエ・エ・シャンドン社シャンパン×アイドルイベント「萌え×アイドルParty」を開催(２０１６年２月にも同イベント7vol.2が開催される）
- １１月１８日「全豚に告ぐ！これで痩せなきゃお前は終わりだダイエットCD[1]」　全国発売　ダイエットを応援するキャラクターボイスが１００セリフ入ったボイスCD。異例の長さのタイトルと内容によりアニメイト・ヴィレッジヴァンガードなどの店舗にて特集され、yahooニュースなどに掲載される。ぴよひなが企画・台本制作を行い、発売された。

| キャラクター | 声優                    |
| ------------ | ----------------------- |
| 菜乃マリア   | 吉岡茉祐(WakeUp,Girls!  |
| 黒生さくら   | ぴよひな                |
| 宝城院 茜    | 青山吉能 (WakeUp,Girls! |
| 御神那津     | 鵜澤明日香              |
| FRIENDS      | 仙界伝 封神演義         |
| 美鳥豆子     | 萱沼千穂                |
| 闇原アリス   | ハルカ                  |
| 松岡 蘭      | 涼森ゆき                |
| 紫上響子     | 小代恵子                |

- 12月5日ポニーキャニオン本社にてDivAEffectProject1stアルバム参加シンガー(ぴよひな・福山沙織・むらいしょうこ・涼森ゆき・鵜澤明日香)によるワンマンライブが開催され、声優グランプリの特集取材を受ける(記事[4])

### 2016年
DivAEffectProject 2ndアルバムのボーカリスト最終オーディションがポニーキャニオン本社１Fイベントスペースにて開催される（司会進行：ぴよひな)　３月よりタワーレコード・新星堂など各CDショップでの販売イベント、３ヶ月連続でのポニーキャニオン本社での記念イベントを開催。 
| タイトル         | アニメ                 | 担当ボーカル | 参加の経緯 | 推しDivA                     |
| ---------------- | ---------------------- | ------------ | --- | ---------------------------- |
| 檄！帝国華撃団   | サクラ大戦             | ぴよひな     | プレイングマネージャー(1stからシード)                                                                                      | ２位                         |
| Q&A リサイタル！ | となりの怪物くん       | 白浜海未     | オーディション１位通過 | ３位                         |
| feel well        | スレイヤーズぷれみあむ | 池村好美     | オーディション２位通過 | ６位                         |
| oath sign        | Fate/Zero              | 山園梨世     | オーディション３位通過 | ４位                         |
| 風待ちジェット   | ツバサクロニクル       | ハルカ       | オーディション４位通過 | １位                         |
| 魂のルフラン     | 新世紀エヴァンゲリオン | 佐々木淳平   | 審査員賞 | ５位                         |
| オレンジ         | とらドラ！             | 榊原ゆい     | ゲストDivA(審査曲であったオレンジの審査員賞該当者がいなかったためゲストシンガーの参加が３月に発表された)声優グランプリ記事 | ゲストのため推しDivA参加なし |

```
６月２１日「DivAEffectproject
[
3
]
 2nd」発売　
オリコンランキング
２３位　※推しDivA・・CD発売時にアルバム参加者の中からお気に入りへ投票するシステムの結果
```

- PhotoBook「Doll as...」発売　アマゾンランキング入り[6]　ゆめカワイイをテーマに女性カメラマンmimiと作り上げた世界観はデジタル・ミルク・フラワーの３部作。今までの萌え系から変わり原宿系・アーティスト性の高い１冊となる。
- ３月テレビ埼玉「GirlsBe」出演　アイドルが銭湯でトークする番組でソロアイドルとして、パソコンアイドルとしての苦悩を涙ながらに語る。その後番組内で共演したとみにか共和国とクラウドファンディングで新曲制作の資金を募り、成功。
- ３月６日ぴよひなワンマンライブを渋谷StarLoungeで開催　アイドル・ミュージカル・デジタルの３部構成　動画[7]
- ４月週間アスキーデジタル　無料で使えるソフト紹介コラム
- ５月　とちてれ☆アニメフェスタ　ステージ出演
- ６月週間アスキー本誌　無料で使えるソフト紹介
- ７月MXTV「アイドルパワー＋」出演
- ７月MXTV「音ボケPOPS」出演（華原朋美・misono他)
- ７月赤坂デリシャカス　TBSイベントにてオープニングイベント　司会・ライブ出演
- ７月より　スカパー放送「EXアイドルQueen」(提供西口チャンネル・マシェバラ)　毎月出演中
- １２月  劇場アニメ「算法少女」 声の出演（さと[8]）一乃瀬ひな名義

## ディスコグラフィー

### 音楽CD

#### 全国流通ソロシングル
アニメ「天地無用！」シリーズOVAタイアップ曲「こぼれる陽射しの中で」
1. こぼれる陽射しの中で

- こぼれる陽射しの中で　表題曲/天地無用！第四期エンディング曲
- CurationCircle カップリング曲/

### DivAEffectProject
アニメカバーCD DivAEffectProjectシリーズ
- DivAEffectProject 3rd アニソンカバーアルバム発売、オリコンデイリー9位、タワレコ全店舗ランキング2位
- DivAEffectProject 4th アニソンカバーアルバム発売、オリコンデイリー7位

#### オリジナルCD
ぴよひなオリジナル曲はコンピューターについて歌ったアイドルソングとピアノ&ボーカルをメインとした「ぴよねし」での活動で作られたアコースティック系楽曲の2系統に分かれる

#### アコースティックオリジナル曲
1. ねこの日(ぴよねし)
2. 結婚しよう(ぴよねし)
3. I'm home(ぴよねし)

- ぴよねしCD参照

#### アイドルソングオリジナル曲
1. HDD　はぁと・ディスク・ドライブ

- HDD　はぁと・ディスク・ドライブ　自分を恋するHDDに例えて歌った歌　/パリjapanExpoで発売された
- 仮想飛行　仮想空間で出会う二人の歌

2．SSD
- SSD(SuperSpecialDaril)をダーリンに例えて歌った歌　HDDと対になっている/SanDisk SSD発売イベントにて歌唱
- DAiSUKi アイドル王道ソング ダイスキの i はハートで表記されている

3．Pass:Hina　アルバム無料視聴ページ
- NaNaNa恋のメロディ　初恋の歌
- 炎上上等！Enjyo Enjoy!   twitterでの炎上について歌った歌
- win10 　windows10の機能性について、またインストールを推奨する内容を歌った歌
- Code:Binary　コンピューター用語である二進数についての歌

4．ACCESS!
- ACCESS!　デフラグとアクセスの歌
- 1・2・3　初デートの歌